# Piraci z Karaibów: Zemsta Salazara

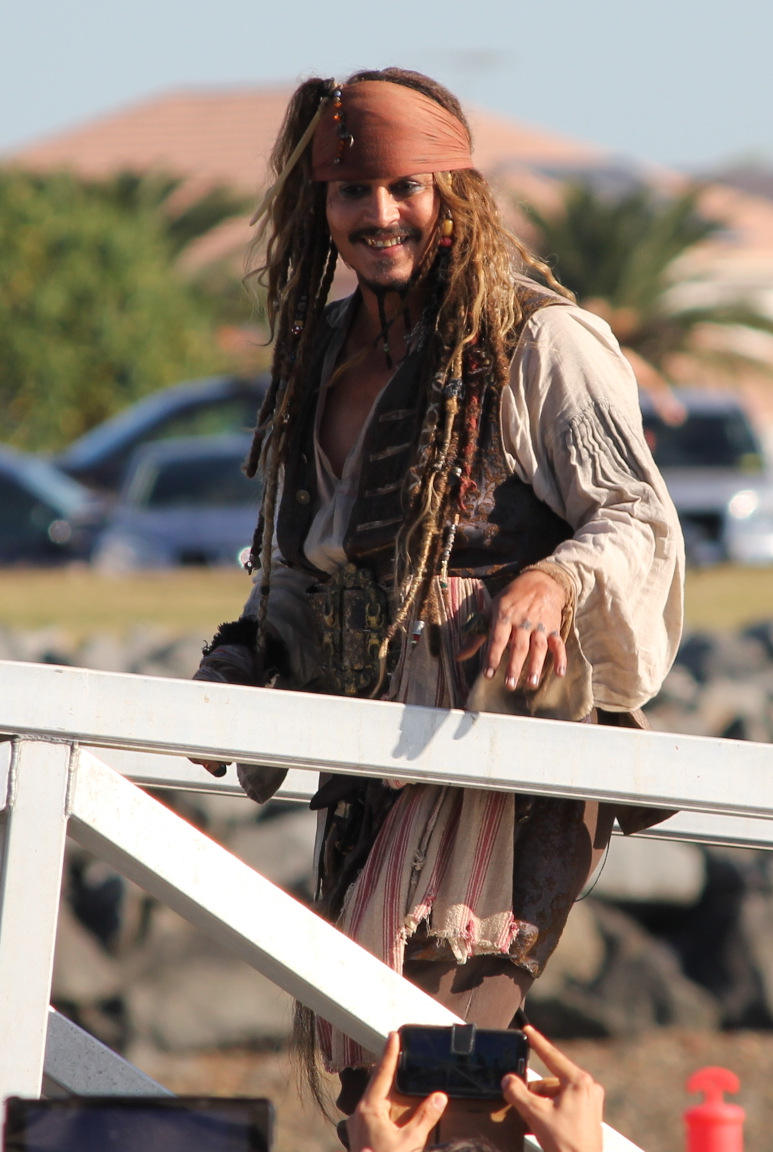
Johnny Depp jako kapitan Jack Sparrow

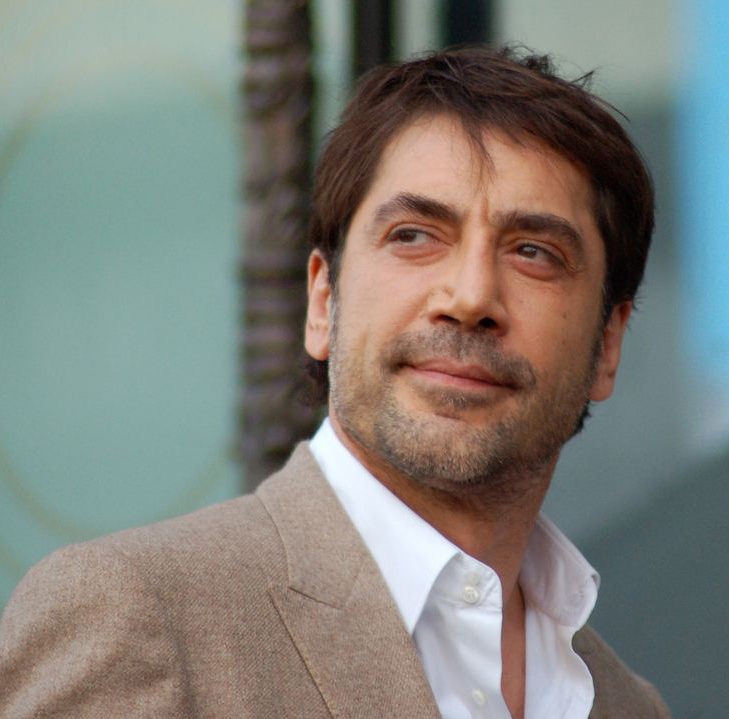
Javier Bardem odtwórca roli kapitana Salazara – głównego antagonisty

Piraci z Karaibów: Zemsta Salazara (ang. Pirates of the Caribbean: Dead Men Tell No Tales (Pirates of the Caribbean: Salazar’s Revenge poza USA i Japonią)) – amerykański przygodowy film fantasy, piąta część cyklu „Piraci z Karaibów”. Reżyserami filmu, którego premiera miała miejsce w maju 2017, są Joachim Rønning i Espen Sandberg, autorem scenariusza Jeff Nathanson, a producentem Jerry Bruckheimer.
W roli głównej powraca Johnny Depp, w jego głównego przeciwnika wciela się Javier Bardem. W filmie pojawią się znani z poprzednich części: Geoffrey Rush, Orlando Bloom i Kevin McNally. Występują w nim także: Brenton Thwaites i Kaya Scodelario oraz piosenkarz Paul McCartney.
Pierwotnie film miał wejść do polskich kin pod tytułem: Piraci z Karaibów: Martwi głosu nie mają. W Polsce film pojawił się w kinach 26 maja 2017.

## Fabuła
Trzynaście lat po wydarzeniach z Na krańcu świata dwunastoletni Henry Turner wsiada na pokład Latającego Holendra i informuje swojego ojca, Willa Turnera, że klątwa, która wiąże go z Holendrem i pozwala mu wejść na ląd tylko raz na dziesięć lat może zostać złamana przez Trójząb Posejdona. Henry zamierza znaleźć kapitana Jacka Sparrowa, aby pomógł mu go znaleźć, jednak Will uważa, że to niemożliwe, i nakazuje synowi odejść. Will i Holender znikają w morzu, ale Henry przysięga znaleźć Jacka i Trójząb.
Dziewięć lat później Henry jest marynarzem w brytyjskiej marynarce królewskiej. Statek płynie do nadprzyrodzonego Diabelskiego Trójkąta i potyka się na wraku Cichej Marii, której załoga widmo kierowana przez hiszpańskiego łowcę piratów, kapitana Salazara, atakuje ich. Salazar oszczędza życie Henry'ego, aby przekazać wiadomość dla Jacka, że idzie po niego.
Na Saint Martin młoda astronomka Carina Smyth zostaje skazana na śmierć za czary, ale ucieka i na krótko krzyżuje ścieżki z Jackiem, gdy on i jego załoga spektakularnie popełniają napad na bank. Cierpiąca przez lata pecha, załoga Jacka traci wiarę i porzuca go. Przygnębiony Jack wymienia swój magiczny kompas na drinka. Jednak ta zdrada kompasu uwalnia Salazara i jego załogę od Diabelskiego Trójkąta. Carina dowiaduje się, że Henry szuka lokalizacji Trójzębu i oferuje mu pomoc w skorzystaniu z pamiętnika jej nieznanego ojca. Carina i Jack zostają schwytani i skazani na egzekucję, ale zostają uratowani przez załogę Henry'ego i Jacka. Carina rozszyfrowuje wskazówki i dowiaduje się, że to gwiazdy doprowadzą ich na wyspę, na której ukryty jest Trójząb.
Tymczasem kapitan Barbossa słyszy od swojej pirackiej załogi, że ożywiony kapitan Salazar zabił kilku piratów na morzu i niszczy jego flotę. Barbossa oferuje Salazarowi pomoc w znalezieniu Jacka i dowiaduje się, że Trójząb może doprowadzić go do nowego „skarbu”. Salazar zgadza się, chcąc zemsty na piracie, który spowodował jego śmierć. Ściga jego statek zmuszając Jacka, Henry'ego i Carinę do ucieczki na wyspę. Barbossa odkrywa, że Salazar i jego załoga nie może jednak wylądować na lądzie. Następnie sprzymierza się z Jackiem, zwracając mu jego kompas i przywracając miniaturową Czarną Perłę, uwięzioną w butelce przez Czarnobrodego, do jej pierwotnego rozmiaru. Wszyscy kontynuują podróż na wyspę, a Barbossa ponownie przejmuje dowodzenie Perłą. Podczas podróży Jack i Barbossa zdają sobie sprawę, że Carina jest dawno zaginioną córką tego ostatniego. Barbossa mówi Jackowi, że zostawił ją w sierocińcu ze swoim pamiętnikiem, aby mogła żyć lepszym życiem, i nie chce powiedzieć jej prawdy, aby nadal wierzyła, że jej ojciec był astronomem.
Zbliżając się do wyspy, Perła unika okrętu wojennego brytyjskiej marynarki wojennej, który zostaje zniszczony przez Cichą Marię. Jack, Barbossa i Carina używają magii wyspy, by rozdzielić ocean i otworzyć ścieżkę do położenia Trójzębu na dnie oceanu. Salazar chwyta Henry'ego i trzyma go, aby mógł chodzić po dnie oceanu i przejąć Trójząb. Gdy to zrobi, Henry zostaje oddany swojemu ciału, a Jack odwraca uwagę Salazara, pozwalając Henry'emu zniszczyć Trójząb, łamiąc wszelkie klątwy na morzu i przywracając załogę Salazara do życia. Jednak podzielone morze zaczyna się zapadać. Perła opuszcza kotwicę, aby podnieść wszystkich w bezpieczne miejsce, ale Salazar ściga ich, chcąc zabić Jacka. Carina zdaje sobie sprawę, że Barbossa jest jej ojcem, gdy zauważa tatuaż na jego ramieniu identyczny z okładką pamiętnika. Barbossa poświęca się, aby zabić Salazara, pozwalając pozostałym uciec.
Jakiś czas później Henry i Carina docierają do Port Royal, gdzie pojawia się Will, wolny od Holendra. Jego żona, Elizabeth, pojawia się chwilę później i rodzina Turnerów łączy się ponownie. Henry i Carina całują się. Jack wraz z załogą odpływa na pokładzie Perły za horyzont.
W scenie po napisach Will i Elizabeth śpią razem w swoim łóżku, gdy do ich pokoju wkracza Davy Jones. Gdy Jones unosi pazur, aby ich zaatakować, Will budzi się i stwierdza, że pokój jest pusty. Przyjmując, że wizja Jonesa jest koszmarem, Will wraca do snu, nieświadomy obecności mokrych śladów na podłodze.

## Obsada
| Postać | Aktor               | Polska wersja językowa |
| --- | ------------------- | ---------------------- |
| Kapitan Jack Sparrow | Johnny Depp         | Cezary Pazura          |
| Kapitan Salazar | Javier Bardem       | Jan Frycz              |
| Hektor Barbossa | Geoffrey Rush       | Adam Ferency           |
| Will Turner | Orlando Bloom       | Grzegorz Damięcki      |
| Joshamee Gibbs | Kevin McNally       | Mariusz Saniternik     |
| Henry | Brenton Thwaites    | Józef Pawłowski        |
| Carina Smyth | Kaya Scodelario     | Oliwia Nazimek         |
| Scrum | Stephen Graham      | Jarosław Gruda         |
| Marty | Martin Klebba       | Jacek Braciak          |
| Shansa | Golshifteh Farahani | Wiktoria Wolańska      |
| Wujek Jack | Paul McCartney      | Jerzy Kryszak          |
| Wersja polska: SDI Media Polska Reżyseria: Waldemar Modestowicz Dialogi polskie: Jakub Wescile Realizacja nagrań: Jarosław Wójcik i Agnieszka Wołejko Kierownictwo produkcji: Beata Jankowska i Karolina Cossy |                     |                        |

## Produkcja
Za produkcję, kręconego w Australii (Queensland, Nowa Południowa Walia) i Kanadzie (Vancouver), filmu odpowiadają Jerry Bruckheimer Films oraz Walt Disney Pictures. Budżet produkcji wyniósł 320 milionów dolarów.